# 氏家矢板バイパス
氏家矢板バイパス（うじいえやいたバイパス）は、栃木県さくら市から同県矢板市に至る総延長 13.9キロメートル (km) の国道4号（一部区間国道293号重複）バイパス道路である。この区間の前身となった氏家バイパスと矢板バイパス(旧)についても本項で記述する。

## 概要
氏家矢板バイパスは広域幹線道路である国道4号の矢板市域における渋滞緩和や安全確保を目的として計画された道路である。起点側を北宇都宮拡幅事業、終点側を矢板バイパス（1968年10月に矢板市街を迂回するバイパスとして開通、後述)に挟まれ、これらと一体的に運用されている。
将来的には、常磐自動車道谷和原ICと東北自動車道矢板ICとを連絡する地域高規格道路常総・宇都宮東部連絡道路の一部としても活用される予定である。
事業は、主に2つのバイパス新設区間と2つの現道拡幅区間で構成され、起点から順に、さくら市上阿久津 - 同市氏家に至るバイパス区間（上阿久津バイパス、約3.5 km）、さくら市氏家から同市蒲須坂に至る現道拡幅区間（氏家拡幅、約4.7 km）、さくら市蒲須坂から矢板市乙畑に至るバイパス区間（矢板バイパス、約4.2 km ※前述の矢板バイパスとは異なる）、矢板市乙畑から同市片岡に至る現道拡幅区間（矢板拡幅、約1.5 km）からなる。
1983年度に事業着手、1989年度に工事着手され、1993年に最初の完成区間である氏家拡幅事業の氏家駅西地区1.1 kmが4車線化供用された。また1998年には上阿久津バイパス区間が暫定2車線で開通し、これにより旧氏家町の渋滞が緩和された。この上阿久津バイパスは2006年迄に順次4車線化されている。
矢板バイパス区間についても2009年に2車線で暫定開通し、同区間は2010年の4月と12月に相次いで4車線化された。最後まで未供用となっていた氏家拡幅区間のさくら市馬場 - 同市蒲須坂間（4.2 km）と矢板拡幅区間は2013年に4車線で同時供用され、これをもって事業全体が完了した。

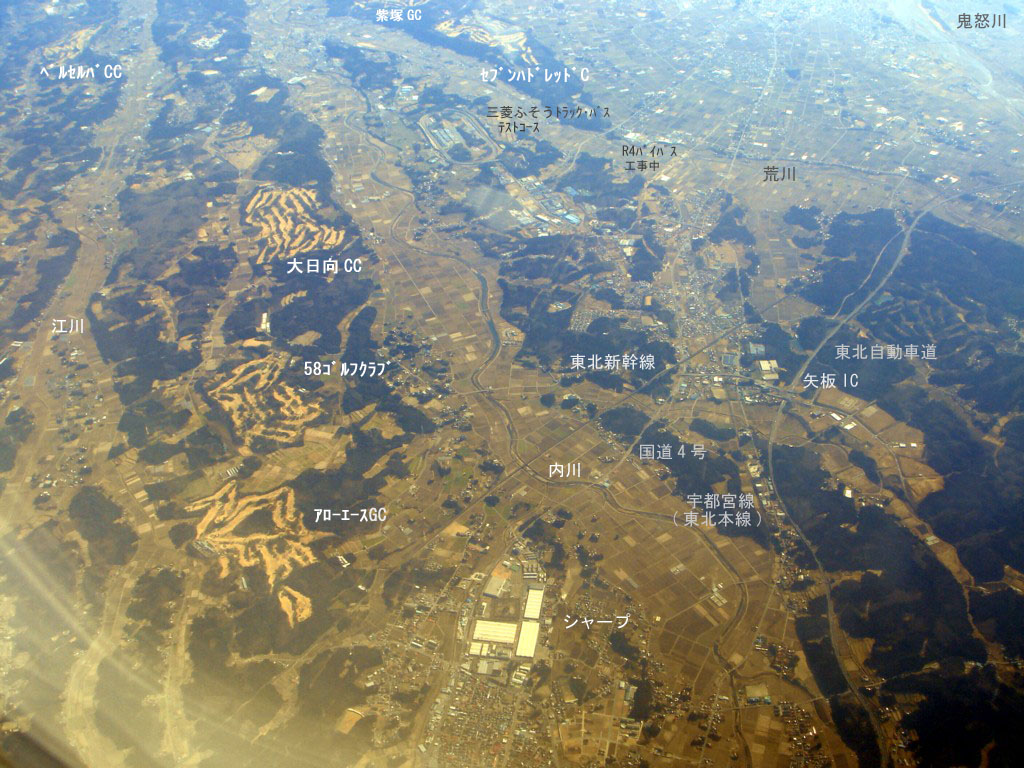
写真中央上:矢板市片岡地区の氏家矢板バイパス工事区間。矢板市上空よりさくら市方向を望む。解説無し画像はこちら

### 路線データ
- 起点 : 栃木県さくら市上阿久津 上阿久津南交差点[3]
- 終点 : 栃木県矢板市片岡 矢板IC＝（東北自動車道）[3]
- 総延長 : 13.9 km
- 区分 : 第3種第1級
- 道路幅員 : 25.0 m
- 車線数 : 4車線
- 車線幅員 : 3.5 m
- 設計速度 : 80 km/h
- 最小曲線半径 : 400 m
- 最急縦断勾配 : 4.0 %以下
- 横断勾配 : 2.0 %

## 交差する道路など
| 交差する道路など                         | 交差する場所 | 交差する場所   |
| ---------------------------------------- | ------------ | -------------- |
| 国道4号（北宇都宮拡幅） 小山・宇都宮方面 |              |                |
| 旧国道4号                                | さくら市     | 上阿久津南     |
| 栃木県道125号氏家宇都宮線（旧国道4号）   | さくら市     | 川岸南         |
| 国道293号 日立方面                       | さくら市     | 川岸           |
| 国道293号 足利方面                       | さくら市     | 馬場南         |
| 東北本線                                 | さくら市     | 氏家跨線橋     |
| 栃木県道62号今市氏家線                   | さくら市     | さくら警察署前 |
| 栃木県道181号上高根沢氏家線              | さくら市     | 馬場北         |
| 塩谷広域農道〈グリーンライン〉           | さくら市     | 長久保         |
| 栃木県道353号蒲須坂乙畑線                | さくら市     | 蒲須坂（南）   |
| 栃木県道180号蒲須坂喜連川線              | さくら市     | 新荒川橋（南） |
| 荒川                                     | 矢板市       | 新荒川橋       |
| 栃木県道30号矢板那須線                   | 矢板市       | 東乙畑         |
| 栃木県道353号蒲須坂乙畑線                | 矢板市       | 白栗           |
| 栃木県道74号塩谷喜連川線                 | 矢板市       | 片岡           |
| 県道161号下河戸片岡線 玉生方面           | 矢板市       | 片岡北         |
| 県道161号下河戸片岡線 那珂川町方面       | 矢板市       | 大谷津歩道橋   |
| E4 東北自動車道                          | 矢板市       | 矢板IC         |
| 国道4号 白河・那須塩原方面               |              |                |

## 歴史
- 1983年度（昭和58年度）：事業着手[1]

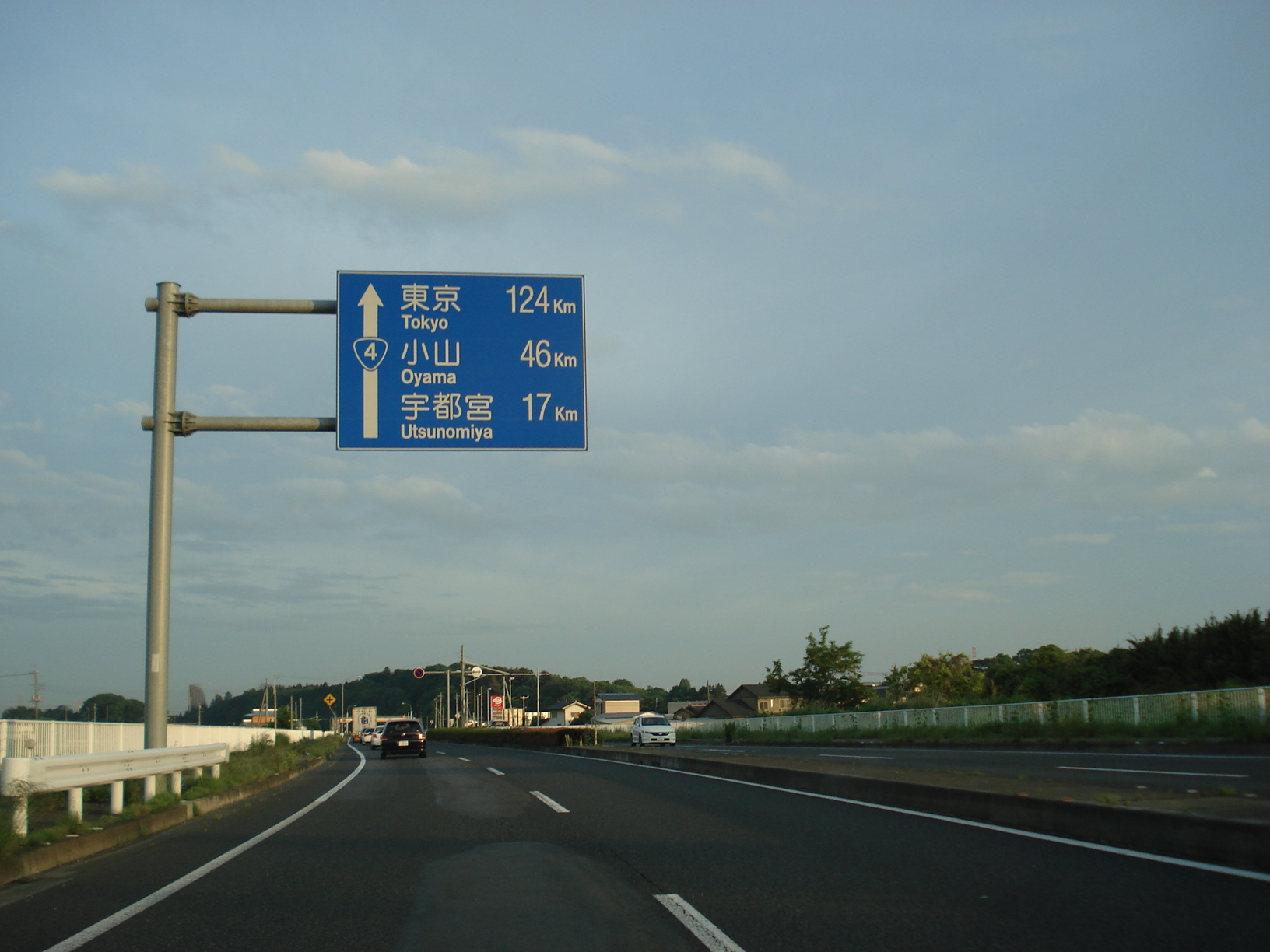
上阿久津バイパス・上り線（さくら市氏家）

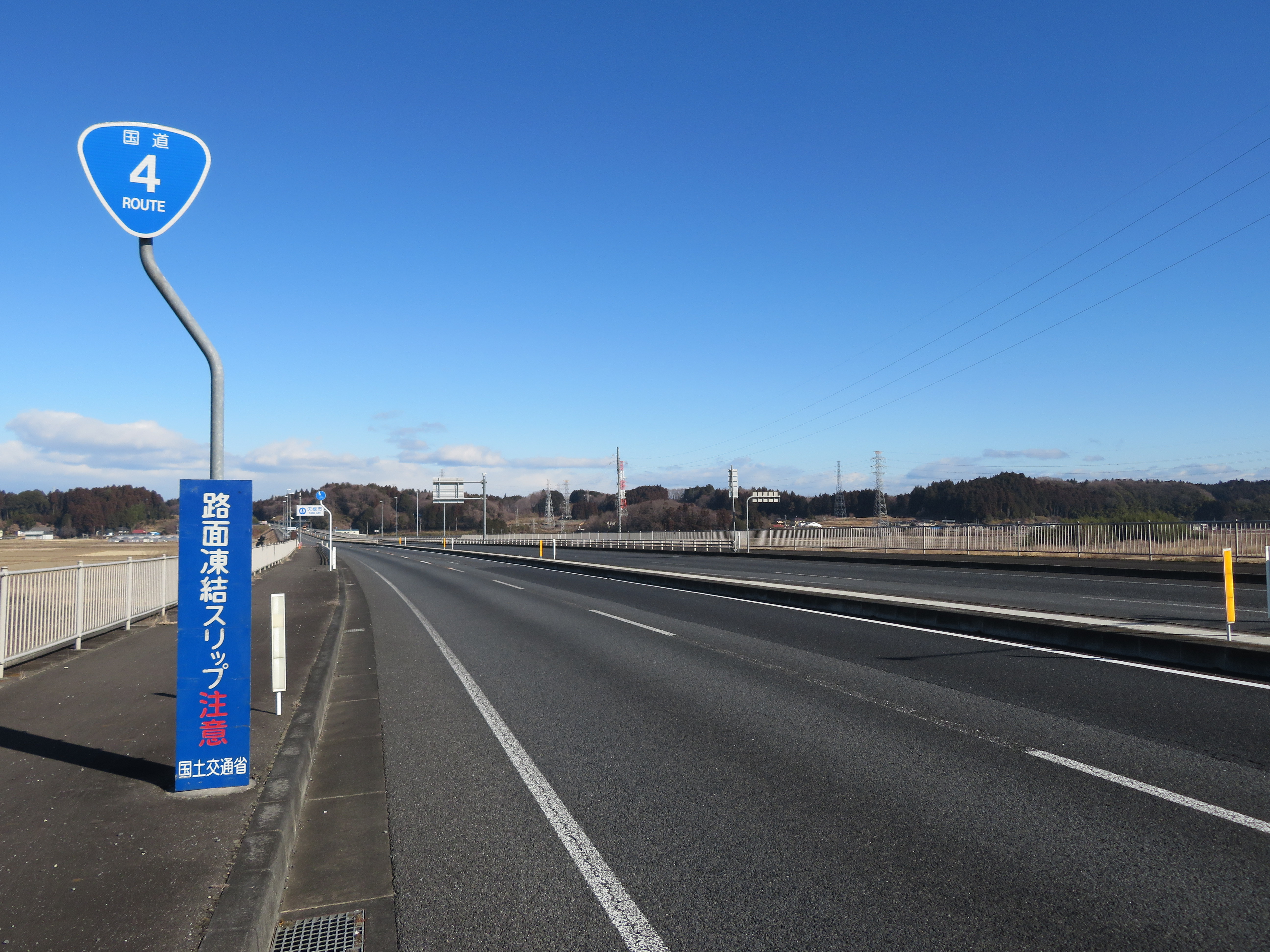
さくら市蒲須坂付近

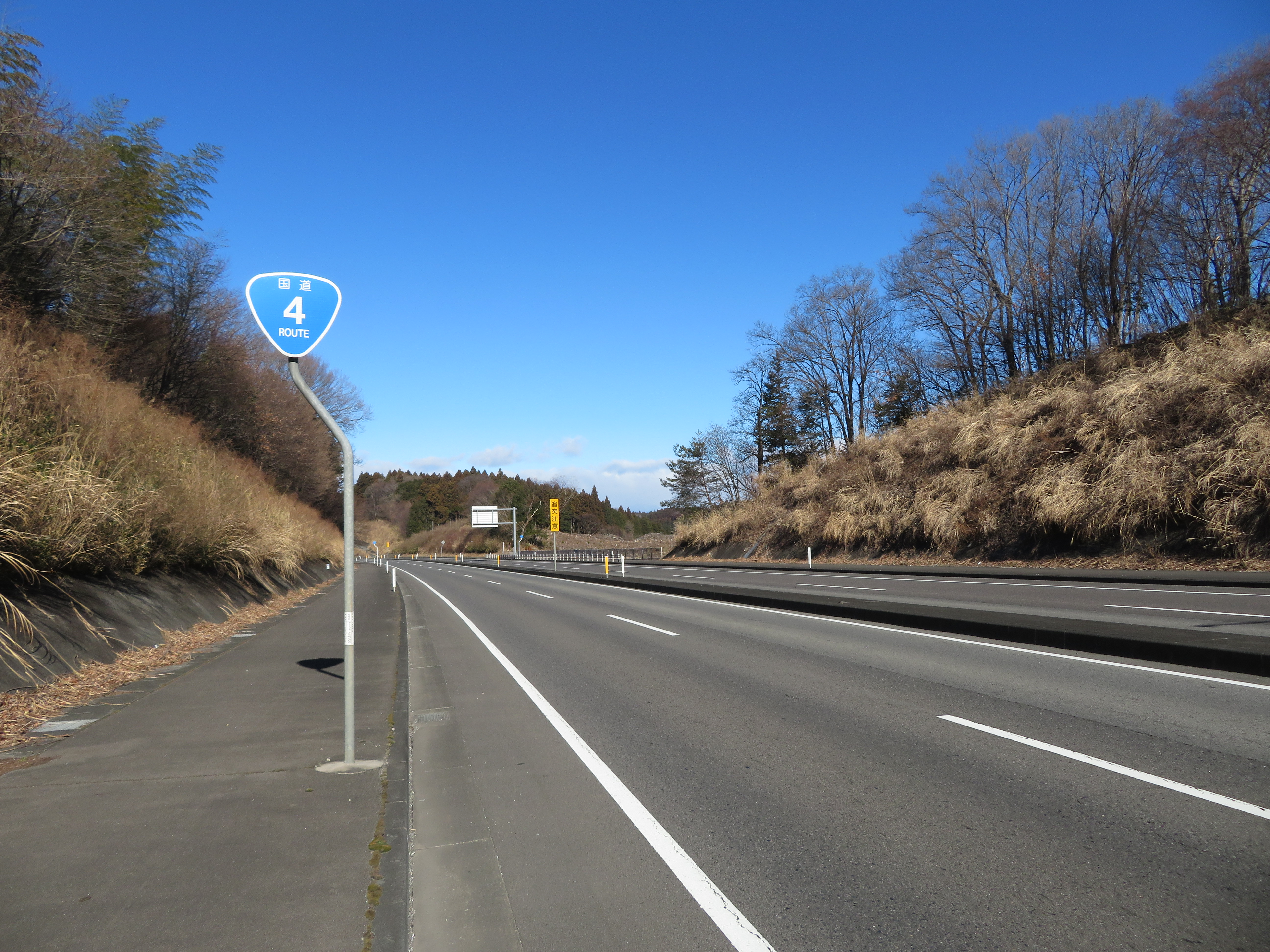
矢板市乙畑付近

- 1983年（昭和58年）11月：都市計画決定[1]
- 1985年度（昭和60年度）：用地取得に着手[1]
- 1989年度（平成元年度）：工事着手[1]
- 1993年（平成5年）3月31日：氏家拡幅（氏家駅西地区1.1 km）が4車線化開通[1]
- 1998年（平成10年）8月6日：上阿久津バイパスが暫定2車線（終点側一部区間のみ4車線）で開通[1]
- 2005年（平成17年）12月10日：上阿久津バイパスの一部（起点側）が4車線拡幅[1]
- 2006年（平成18年）8月28日：上阿久津バイパスの一部（中央部）が4車線拡幅[1]
- 2009年（平成21年）7月11日：矢板バイパスが暫定2車線で開通[3]
- 2010年（平成22年）4月26日：矢板バイパスの一部（新荒川橋北側から矢板市乙畑、約2 km）が4車線拡幅[5]
- 2010年（平成22年）12月10日：矢板バイパスの一部（さくら市蒲須坂から新荒川橋、約2 km）が4車線拡幅[3]
- 2013年（平成25年）3月22日：さくら市馬場 - 蒲須坂間（4.2 km）および矢板市乙畑 - 片岡間（1.5 km）がそれぞれ4車線拡幅され、これにより事業完了[4]
- 2015年（平成27年）4月1日：バイパス旧道区間のうち、さくら市箱森新田から矢板市乙畑に至る部分（約4 km）が栃木県に移管され栃木県道353号蒲須坂乙畑線に降格[6]

## 交通量
2005年度（平成17年度道路交通センサスより）
平日24時間交通量
- 栃木県さくら市氏家1150 : 28,833台
- 栃木県矢板市乙畑1222番地3 : 29,861台（現道）

## 氏家バイパス

### 道路諸元
- 起点 : 栃木県さくら市氏家 川岸交差点 ＝（国道293号）
- 終点 : 栃木県さくら市馬場 馬場北交差点 ＝（栃木県道181号上高根沢氏家線）
- 総延長 : 2.370 km[7]
- 道路幅員 : 11 m[7]
- 車線数 : 2車線[7]
- 車道幅員 : 9 m[7]
- 設計速度 : 70 km/h[7]
- 最小曲線半径 : 500 m[7]
- 最急縦断勾配 : 3.0 %以下[7]

### 概説
氏家市街部分をバイパスする道路として1963年に完成した。氏家拡幅の南側区間に概ね該当する。氏家市街の旧道は狭隘で直角交差点や踏切が存在するボトルネック区間であり危険な道路であった。昭和35年時点で約2500台/12時間だった交通量は昭和39年で約6000台/12時間に増加していた。早急に改良する必要があったため氏家バイパスが計画された。現在は沿道の土地区画整理事業が完成し、ロードサイド店が多数立地している。当時バイパス完成時の見込み交通量は6千から7千台/12時間。

### 歴史
- 1961年（昭和36年）12月：着工。[7]
- 1963年（昭和38年）12月：全線供用。[7]

### 橋梁
- 氏家跨線橋：橋長 16.2 m [7]

### 交差する道路
- 前述の川岸交差点から馬場北交差点参照。

## 矢板バイパス（旧）

### 道路諸元
- 起点 :栃木県矢板市乙畑 乙畑交差点 ＝（栃木県道30号矢板那須線）[注釈 3]
- 終点 : 栃木県矢板市土屋 土屋交差点 ＝（栃木県道271号大田原矢板線）
- 総延長 : 9.256 km[8]
- 道路幅員 : 11 m[8]
- 車線数 : 2車線[8]
- 車道幅員 : 9 m[8]
- 設計速度 : 60 km/h[8]
- 最小曲線半径 : 500 m[8]
- 最急縦断勾配 : 5.0 %以下[8]

### 概説
矢板市街をバイパスする道路として1968年に開通した。矢板拡幅区間と、その先土屋交差点までが矢板バイパス（旧）である。矢板市内の区間は狭隘かつ直角交差点の存在する区間で改良の必要があった。当時の計画交通量は10970台/日。矢板IC以南は氏家矢板バイパスとして整備され拡幅事業が完了したが、矢板IC以北は依然2車線のままで時間帯により渋滞するためこの区間は矢板拡幅（前述の氏家矢板バイパスの矢板拡幅とは別事業。延長約 6.5 km）として平成27年度から事業化されている。なお一部区間は矢板バイパス(新)の開通に伴い、栃木県道353号蒲須坂乙畑線に降格した。
- 1960年（昭和35年）：計画線調査[8]
- 1962年（昭和37年）：実測線調査[8]
- 1966年（昭和41年）3月31日：着工[8]
- 1968年（昭和43年）4月：舗装着手[8]
- 1968年（昭和43年）10月末：全線供用[8]。

### 橋梁
| 名称     | 橋長    | 勾配    | 径間割 |
| -------- | ------- | ------- | ------ |
| 江川橋   | 54.36 m | 2.818 % | 2      |
| 内川橋   | 74.46 m | 0.5 %   | 3      |
| 矢板新橋 | 36.00 m | -       | 3      |

### 交差する道路
- 前述の氏家矢板バイパスと重複する区間は省略。
- 全線が矢板市内に所在。

| 交差する道路               | 交差する場所 |
| -------------------------- | ------------ |
| 国道4号 氏家矢板バイパス   |              |
| 東北自動車道               | 矢板IC       |
| 栃木県道25号那須烏山矢板線 | 東町         |
| 国道461号(重複)            | 中           |
| 栃木県道52号矢板那珂川線   | 中北         |
| 栃木県道271号大田原矢板線  | 土屋         |
| 国道4号 郡山方面           |              |